# Licencja na miłość
Licencja na miłość (ang. Licence to Wed) – amerykański film komediowy z 2007 roku w reżyserii Kena Kwapisa. W głównych rolach wystąpili Robin Williams, Mandy Moore, oraz John Krasinski. Premiera filmu odbyła się w USA 3 lipca 2007.

## Fabuła
Sadie Jones (Mandy Moore) zawsze pragnęła poślubić mężczyznę swoich marzeń w swoim kościele parafialnym. Po oświadczynach Bena Murphy’ego (John Krasinski), okazało się, że w parafii pw. św. Augustyna jest tylko jeden wolny termin, dopiero za dwa lata. Po ponownym sprawdzeniu terminarza, znalazł się wolny termin za trzy tygodnie. Pomimo że narzeczeni czują się gotowi do ślubu, Ojciec Frank (Robin Williams) nie udzieli im ślubu dopóki nie zgodzą się zapisać na jego kurs przedmałżeński (skrócony ze względu na datę ślubu z trzech miesięcy do trzech tygodni). Teraz, gdy data ślubu zbliża się, Sadie i Ben muszą uczestniczyć w nietypowych zajęciach prowadzonych przez wielebnego Franka i wykonywać serię zadań domowych zaprojektowanych specjalnie po to, by rozdrażnili siebie nawzajem − chce przez to, by ich szczenięca miłość stała się silnym fundamentem nowego związku.
Ku przerażeniu Bena, Frank zakazuje seksu przedmałżeńskiego. Na zlecenie Franka, jego młody asystent włamuje się do mieszkania narzeczonych i instaluje w nim podsłuch. W ten sposób, Frank i jego asystent mogą teraz podsłuchiwać wszystkie rozmowy. Ben odkrywa mikrofon, ale nie dzieli się tym z Sadie, ze strachu przed oskarżeniem o kłamstwo i podrzucenie podsłuchu.
Jedną z części kursu przedmałżeńskiego jest opieka nad dwoma robotami imitującymi dzieci. Rozstrajają one nerwy Bena, który niszczy jednego z nich, skutkuje to wyrzuceniem z supermarketu za zakłócanie porządku.
Krótko przed ślubem, Sadie rozmyśla się i wyjeżdża na wakacje. Ben i Frank jadą za nią. Para młoda wraca tam do siebie, a Frank udziela im ślubu.

## Obsada
- Robin Williams − Wielebny Frank
- Mandy Moore − Sadie Jones
- John Krasinski − Ben Murphy
- Eric Christian Olsen − Carlisle
- Christine Taylor − Lindsey Jones
- Josh Flitter − Ministrant
- Peter Strauss − Mr. Jones
- Grace Zabriskie − Grandma Jones
- Roxanne Hart − Pan Jones
- Mindy Kaling − Shelly
- Angela Kinsey − Judith, ekspedientka w sklepie jubilerskim
- Rachael Harris − Janine
- Brian Baumgartner − Jim
- Jess Rosenthal − ekspedient w sklepie jubilerskim
- Val Almendarez − klient w sklepie jubilerskim